# Deudorix wardii
Deudorix wardii is een vlinder uit de familie van de Lycaenidae. De wetenschappelijke naam van de soort werd als Hypolycaena wardii in 1878 gepubliceerd door Paul Mabille.

## Synoniemen
- Deudorix diopolis Hewitson, 1878
- Thecla rutila Mabille, 1878